# Skarvanes
Skarvanes – osada na wyspie Sandoy, na Wyspach Owczych. Obecnie (I 2015 r.) posiada 13 stałych mieszkańców.

## Demografia
Według danych Urzędu Statystycznego (I 2015 r.) jest 103. co do wielkości miejscowością Wysp Owczych.